# Autopistas del mar
Las autopistas del mar son un concepto en la política de transportes de la Unión Europea, destacando la importancia del transporte marítimo. El término designa la unión marítima de varios puertos para disminuir el impacto ambiental del tráfico rodado, evitar el colapso de las carreteras y ofrecer un modo de transporte eficiente. En este contexto, el transporte marítimo de corta distancia y el transporte por vía navegable se presentan como alternativas competitivas al transporte por carretera.
En inglés se conocen como Short sea shipping y, con frecuencia, por sus iniciales, SSS; refleja el hecho de que el tramo de transporte que se realiza en barco (mar o río) no es transoceánico, sino de corta distancia.
Otras alternativas para reducir el transporte por carretera son las combinaciones de camión y tren, como es el «ferroutage», las «autopistas ferroviarias»... que forman parte del llamado transporte intermodal.

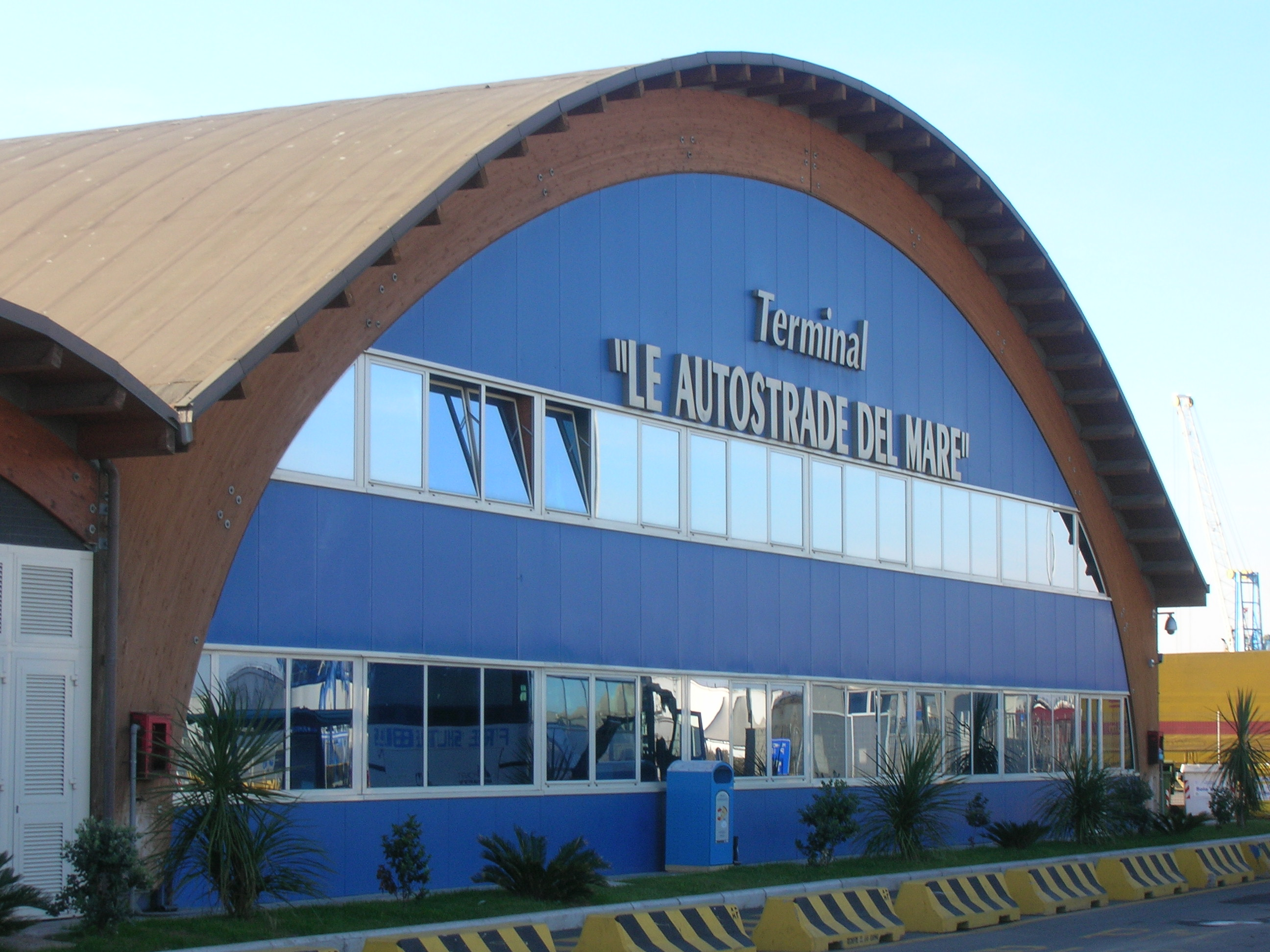
Terminal de una autopista del mar en Civitavecchia, cerca de Roma (Italia).

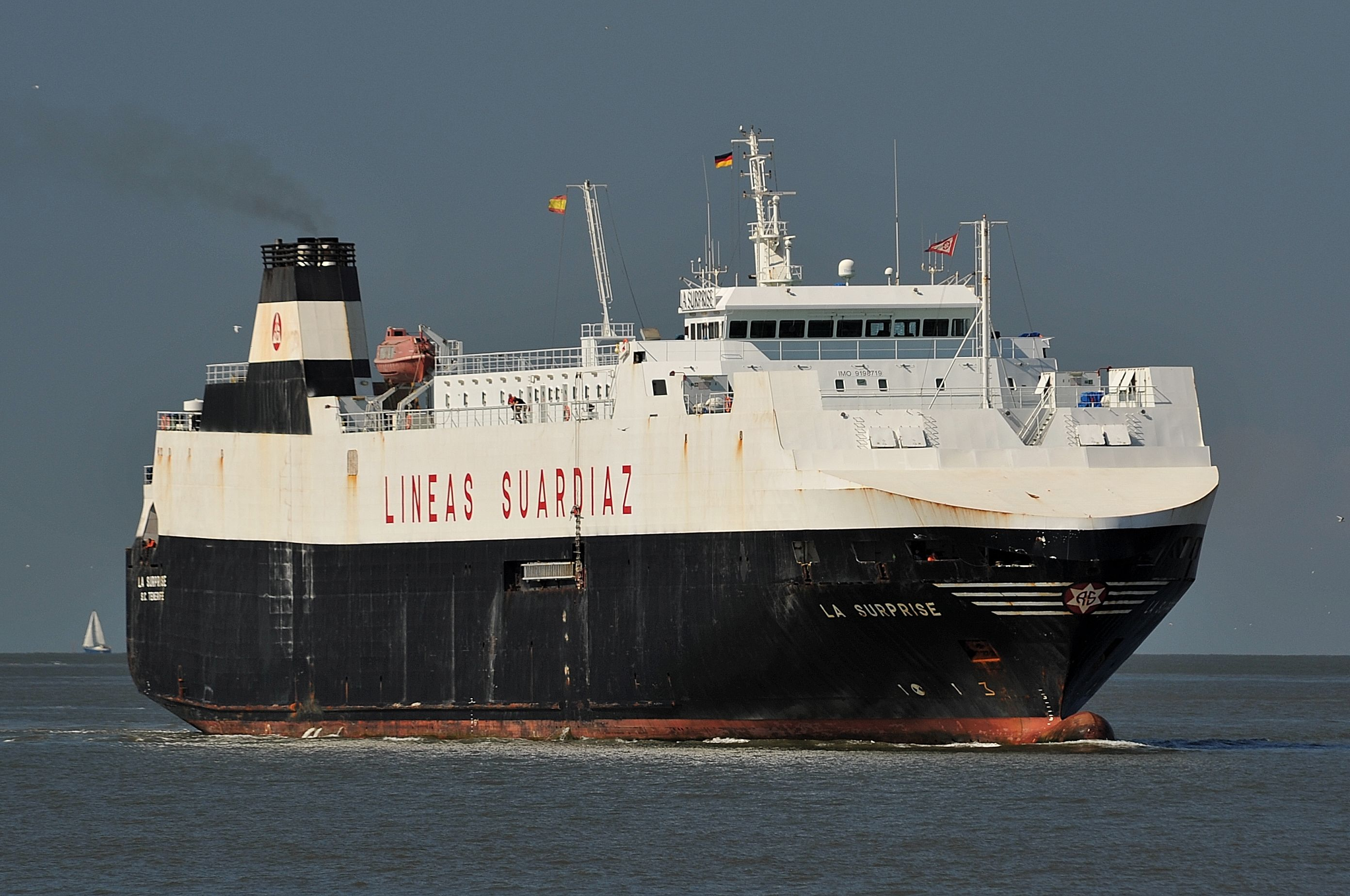
El buque Ro-Ro La Surprise es uno de los que realizan la ruta de la Autopista del mar entre las ciudades de Vigo y Nantes-Saint Nazaire.

## Historia
El concepto de autopistas del mar apareció por primera vez en el Libro Blanco de Transporte presentado por la Comisión Europea el 12 de septiembre de 2001. (Existe un nuevo «Libro Blanco de Transporte 2011», publicado en español el 28 de marzo).
En el año 2002 se establece un marco legal de ayudas para fomentar el concepto de autopistas del mar, que se constituyen como un eje prioritario de desarrollo y que deben estar puestas en marcha para el año 2010. (Ver “TEN-T” – Diario Oficial L 167, 30/04/2004 P.0001 - 0038, COM(2004)0884)

## Objetivos
El objetivo de las autopistas del mar es desarrollar las capacidades portuarias de forma que se puedan conectar mejor las regiones periféricas del continente europeo e interconectar las redes de los Estados miembros de la Unión Europea con las de los países candidatos a la adhesión dentro de la comunidad.
Las rutas propuestas como «autopistas del mar» deberán mantener una serie de criterios de calidad. De igual forma las rutas que se diseñen en el futuro deberán permitir eludir los puntos de congestión que representan los Alpes, los Pirineos, el Canal de la Mancha y otros tantos que existen en Europa lo que representará un ahorro energético, una reducción de la contaminación y un tráfico más fluido en las principales redes de transporte terrestre europeas.

## Áreas geográficas
Se han dispuesto cuatro áreas geográficas:
- «Autopista del mar Báltico» (en inglés, Motorway of the Baltic Sea) para comunicar los países de la UE del mar Báltico con los de Europa Central y del Oeste.
- «Autopista del mar de Europa occidental» (en inglés, Motorway of the Sea of western Europe) para comunicar España y Portugal con el Mar del Norte a través del arco atlántico.
- «Autopista del mar de Europa sud-oriental» (en inglés, Motorway of the Sea of south-east Europe) para comunicar el área del Mediterráneo más oriental, el Mar Adriático con el Mar Jónico, incluyendo a Chipre.
- «Autopista del mar de Europa sud-occidental» (en inglés, Motorway of the Sea of south-west Europe) para comunicar España, Francia, Italia e incluso Malta con la autopista del mar de Europa sud-oriental, para llegar hasta el Mar Negro.